# AVI
AVI (англ. Audio Video Interleave, дос. «чергування аудіо та відео») — мультимедійний контейнер для аудіо-відео даних. Впроваджений 1992 року компанією Microsoft для пристосування системи Windows для обслуговування мультимедіа як складова технології Video for Windows.

## Термінологія
Формат AVI є різновидом формату RIFF. Від формату RIFF запозичений спосіб запису даних через їх поділ на «шматочки» (англ. chunks). Кожен «шматок» позначається ідентифікатором FourCC.
Формат AVI розширяє цю технологію, додаючи два або три «підшматочки». Перший з них («hdrl») є заголовком файлу і містить метадані окреслюючи такі параметри файлу, як розмір і кількість кадрів. Наступний містить власне аудіо-відео дані. Третій, необов'язковий («idxl») накопичує інформацію про положення «шматків» всередині файлу AVI.
Запис даних уможливлюється процесом кодування, а зчитування — декодування.
Технологія RIFF використана у форматі AVI дає можливість кодування як нестиснених, так і стиснутих даних. Найчастіше використовуються формати стиснення XviD, DivX, Intel Real Time Video, Indeo, Cinepak, MJPEG, Editable MPEG, VDOWave, ClearVideo/RealVideo, QPEG, MPEG-4 та інші.